# بازکاربری بطری‌ها

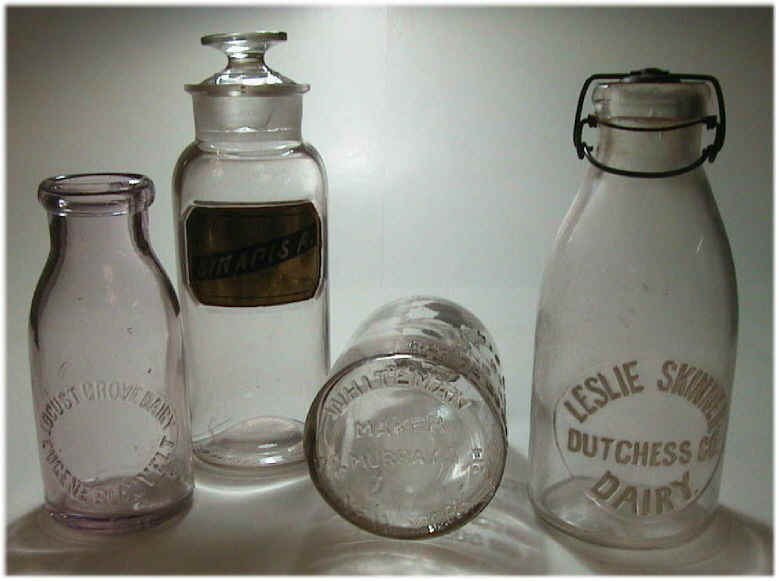
نمونه‌هایی از بطری‌های شیر شیشه‌ای برگشت‌پذیر از پایان سدهٔ نوزدهم

بطری بازکاربردپذیر، بطری کاربردپذیر دوباره یا بطری قابل کاربرد دوباره (به انگلیسی: Reuse of bottles)، بطری است که می‌تواند دوباره به‌کاررفته قرار گیرد، مانند موردی که توسط بطری‌ساز اصلی یا مصرف‌کنندگان نهایی استفاده می‌شود. بطری‌های کاربردپذیر دوباره به دلایل ایمنی محیطی و بهداشتی در بین مصرف‌کنندگان محبوبیت زیادی پیدا کرده‌است. بطری‌های کاربردپذیر دوباره نمونه‌ای از بسته‌بندی‌های کاربردپذیر دوباره هستند.
بطری‌های شیشه‌ای اولیه اغلب دوباره مورد استفاده قرار می‌گرفتند، مانند شیر، آب، آبجو، نوشابه، ماست و موارد دیگر. به عنوان مثال، شیشه‌های میسون برای مقاصد کنسرو خانگی گسترش یافته و بازکاربری قرار گرفتند.

هرم پسماند